# Ford E-Series
Ford E-Series – samochód dostawczo-osobowy klasy pełnowymiarowej produkowany pod amerykańską marką Ford w latach 1996 – 2014.

## Historia i opis modelu

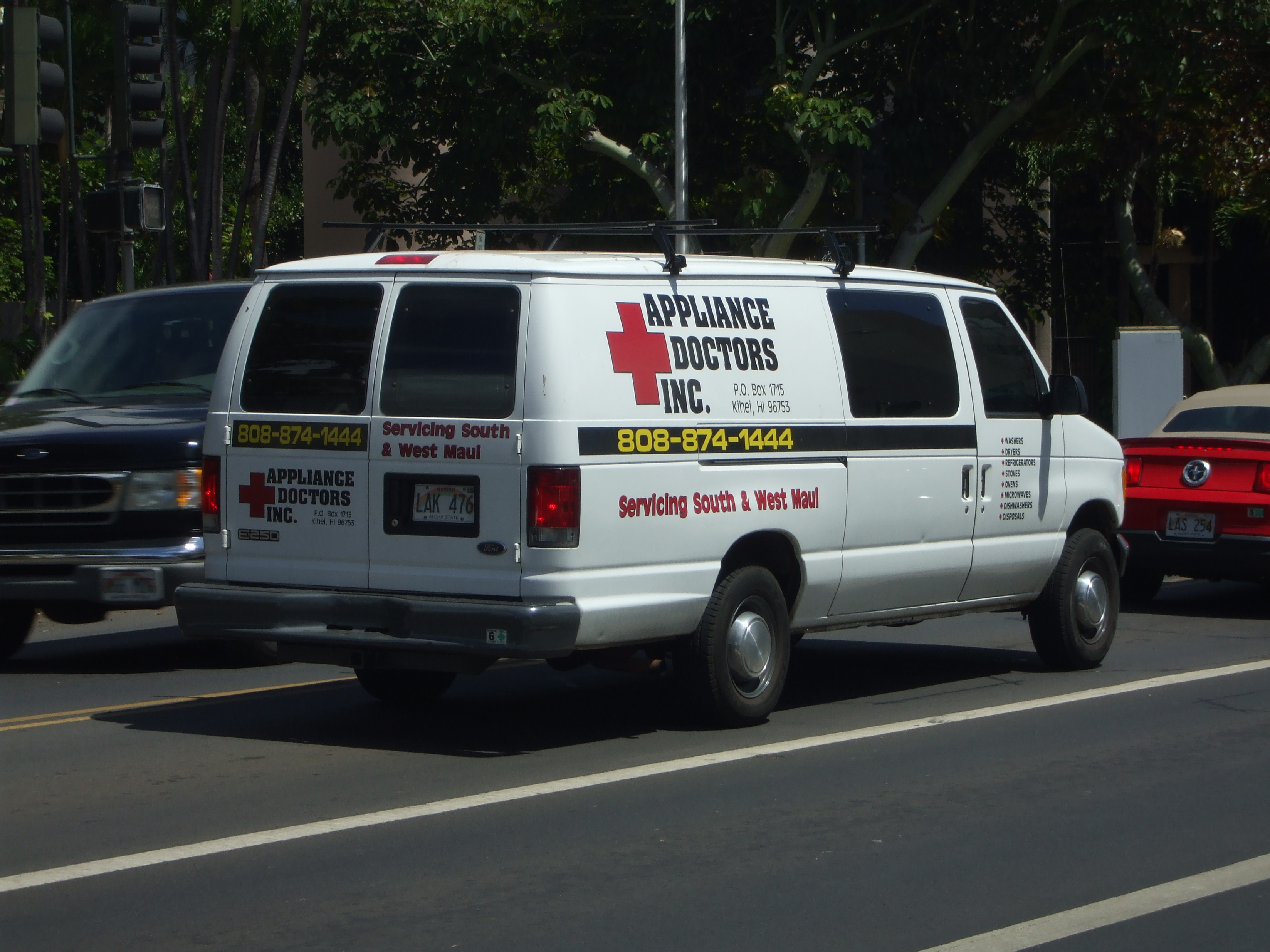
Ford E-Series - tył

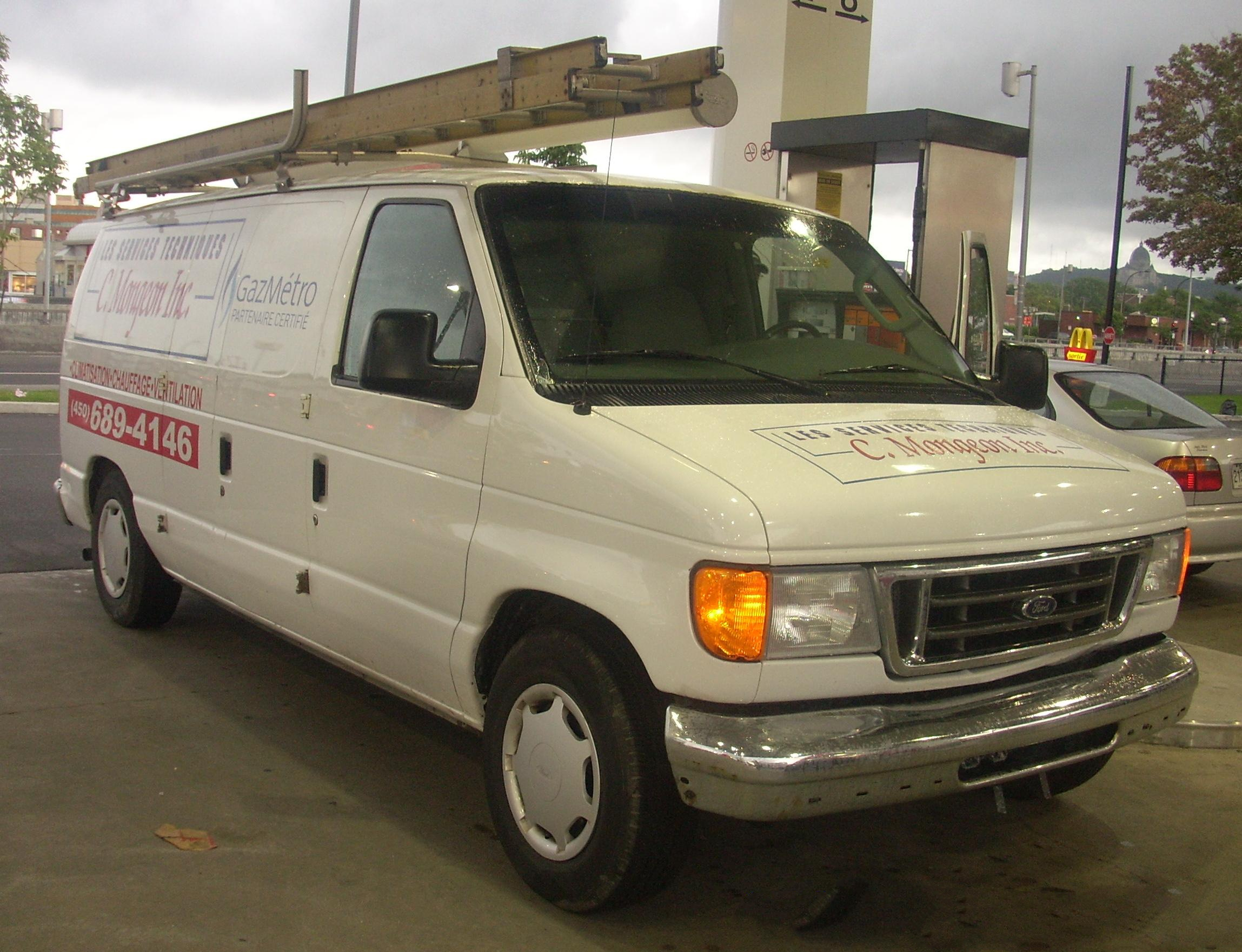
Ford E-Series po pierwszym liftingu

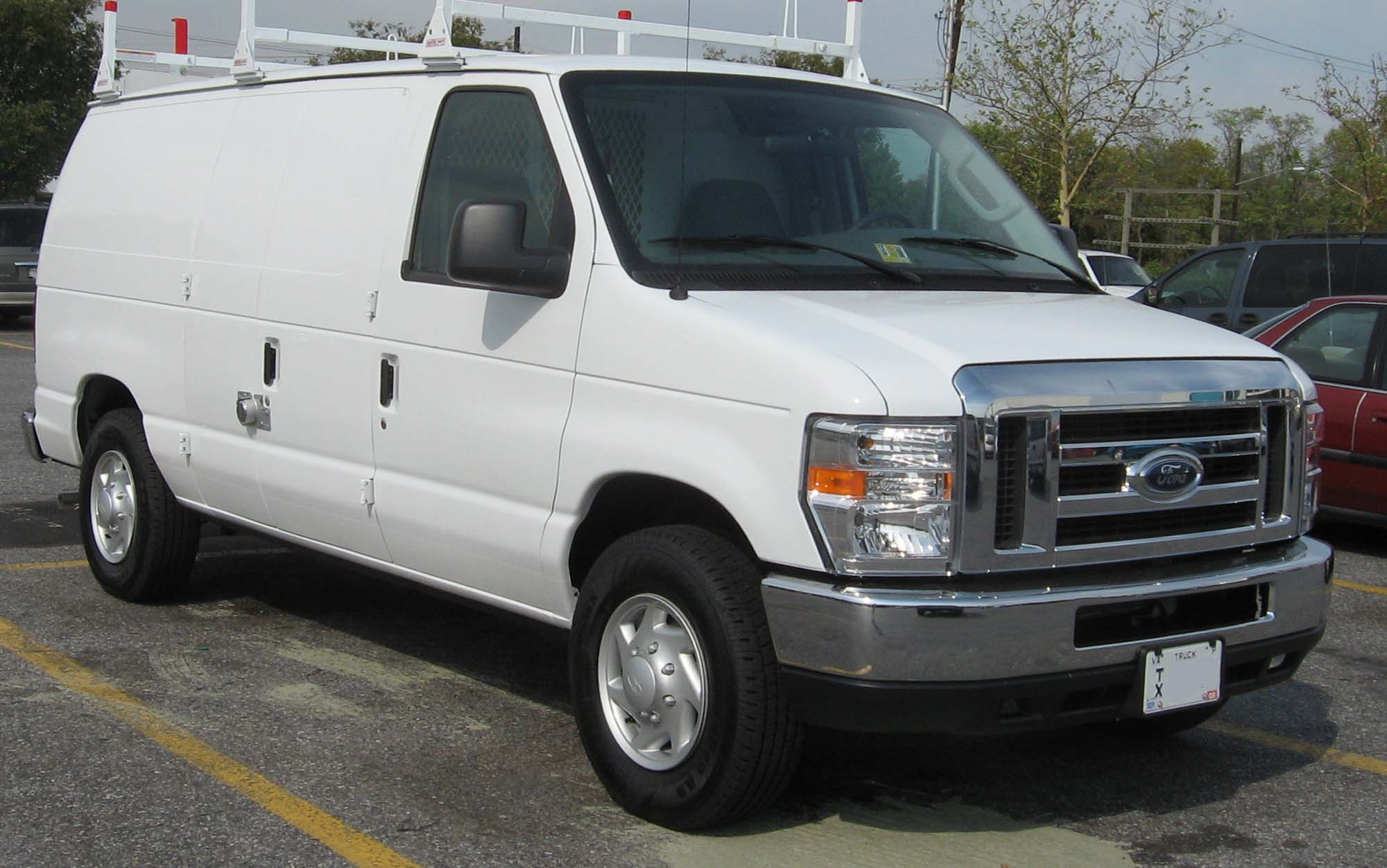
Ford E-Series po drugim liftingu

W 1996 roku Ford zdecydował się przeprowadzić niewielką modernizację czwartej generacji pełnowymiarowych vanów dostawczo-osobowych Econoline/Club Wagon, w ramach której pojawiła się nowa atrapa chłodnicy i przemodelowane zderzaki. 
Co więcej, ofertę nadwoziową rozbudowały warianty ciężarowe, przez co Ford zdecydował się przemianować tę serię modelową na E-Series. W kolejnych latach w ramach jej oferowane były różne odmiany dużego modelu Forda. Pojazd dostępny był zarówno jako krótki lub wydłużony samochód dostawczy, jak i osobowy van.

### Restylizacje
W 2003 roku Ford zdecydował się przeprowadzić modernizację E-Series, która polegała na ponownej zmianie wyglądu atrapy chłodnicy, na którą ponownie wróciło logo producenta. Ponownie zmieniono kolor zderzaków, a także wystrój wnętrza, gamę silników oraz dostępne wersje wyposażeniowe.
W maju 2007 roku Ford przedstawił E-Series po, największej we wówczas 16-letniej historii konstrukcji, modernizacji. Pojawił się zupełnie nowy przód z większymi, pionowymi reflektorami i dużą, chromowaną atrapą chłodnicy. Pas przedni został upodobniony do oferowanego wówczas drugiego wcielenia modelu Super Duty. Ponadto, pojawił się też nowy kokpit, zmodernizowany wystrój kabiny pasażerskiej i odświeżona gama jednostek napędowych.

### Koniec produkcji
W 2011 roku po raz pierwszy pojawiły się informacje, że amerykański oddział Forda planuje wycofać ze sprzedaży dostawczy i osobowy wariant modelu E-Series bez prezentowania nowej generacji.
Informacje te potwierdziły się w marcu 2014 roku, kiedy to Ford oficjalnie zakończył dystrybucję modelu - jego następcą została zmodyfikowany na potrzeby północnoamerykańskiego rynku, znany z Europy Ford Transit szóstej, wyraźnie większej generacji. 
Auto wciąż jest jednak produkowane jako niekompletne nadwozia przeznaczone do  dalszej zabudowy.

### Silniki
Benzynowe:
- V6 4,2l
- V8 4,6l
- V8 5,4l
- V10 6,2l
- V10 6,8l

Wysokoprężne:
- V8 6,0l
- V8 7,3l